# Риф Туббатаха
Риф Туббатаха — територія та морський природний парк у складі Філіппін, розташований в центральній частині моря Сулу. Морський та пташиний заповідник складається з двох великих атолів, що носять назви Північний і Південний, а також рифу меншого розміру Джессі-Бізлі. Природний парк має загальну площу 7030 гектарів. Знаходиться за 150 км на південний схід від міста Пуерто-Принсеса, адміністративного центру провінції Палаван. Безлюдні острови та риф є частиною острівного муніципалітету Кагаянсило, Палаван, розташованого приблизно за 130 км на північний схід від рифу.

## Короткий опис
У грудні 1993 року ЮНЕСКО включила природний парк рифу Туббатаха до списки Світової спадщини, як унікальний приклад атолів з дуже високою щільністю морських видів. Атол Північний є місцем гніздування для багатьох видів птахів та морських черепах. Парк є прикладом незайманого коралового рифу з 100-метровою перпендикулярною кораловою стіною, великою лагуною та двома кораловими островами. 1999 року Рамсарська конвенція включила риф Туббатаха до списку водно-болотних угідь, що мають міжнародне значення. 2008 року риф було занесено до попереднього списку семи нових чудес природи.
Національний парк та південна частина Філіппінського архіпелагу є частиною Коралового трикутника і визнаним центром морського біорізноманіття. Тут мешкають 75 % описаних видів коралів та 40 видів рифових риб. Нині ця область знаходиться під великою загрозою через перелов риби та методи рибальства, що завдають шкоди навколишньому середовищу. Дослідження науковців, які досліджують рифи з 1980 року, показали, що природний парк рифу Туббатаха є місцем проживання не менш 600 видів риб, 360 видів коралів, 11 видів акул, 13 видів дельфінів і китів та 100 видів птахів. Риф також є місцем гніздування для бісс та зелених морських черепах.